# Liceo San Ladislao di Kőbánya
Il Liceo San Ladislao (in ungherese: Szent László Gimnázium) è una scuola superiore situata a Budapest, in Ungheria. Si tratta di un istituto antico e molto conosciuto nella capitale magiara. La prestigiosa rivista HVG (che ogni anno pubblica una dettagliata analisi delle scuole superiori ungheresi) posiziona stabilmente il Liceo Szent László tra le migliori 50 del paese, su poco meno di 1000 scuole osservate.
Il liceo è stato istituito nel 1907 e si trova nella 10ª circoscrizione della capitale ungherese, quella dii Kőbánya.

## Storia

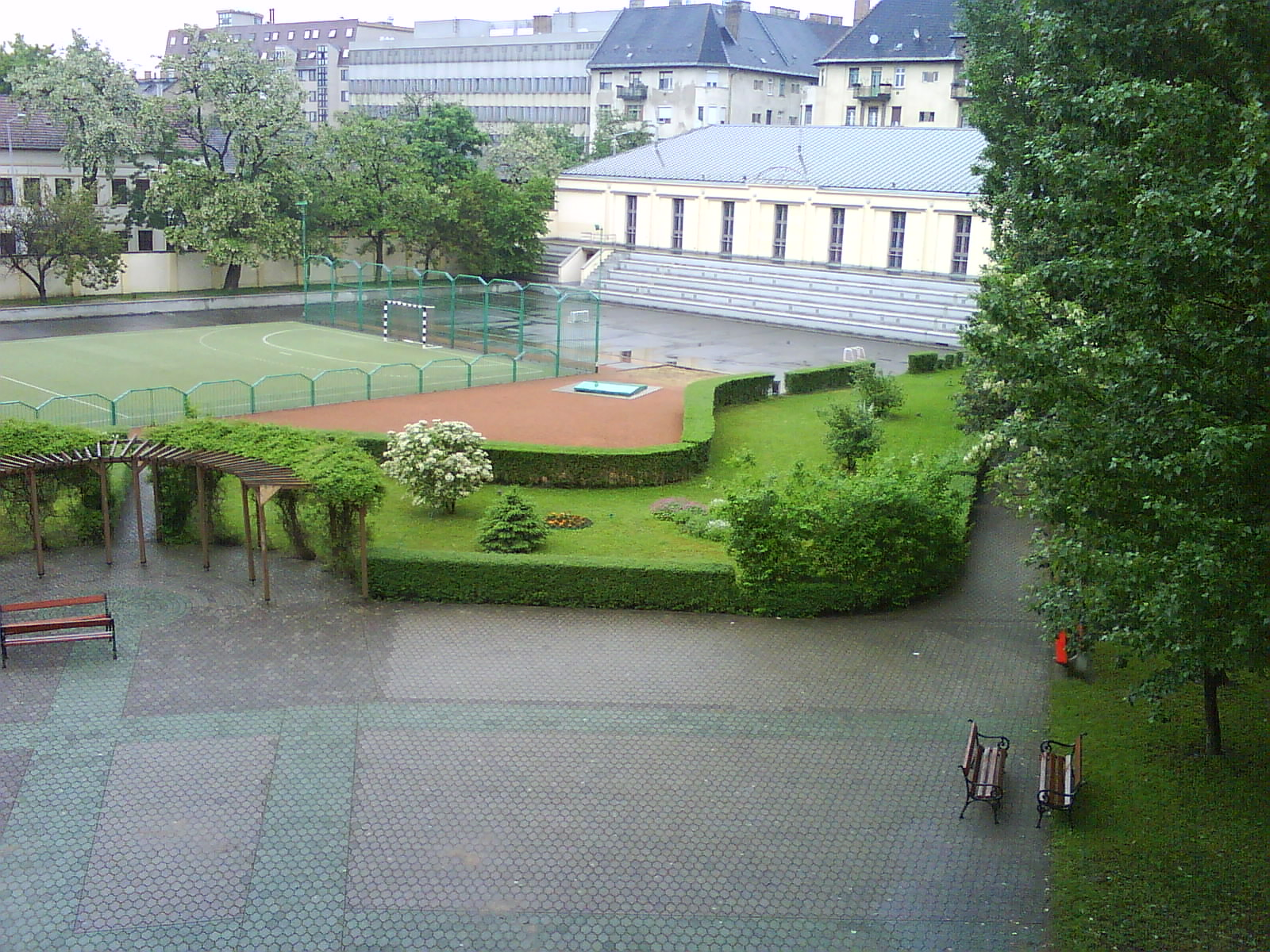
Il cortile del liceo

Kőbánya cominciò a sviluppare durante il XIX secolo (grazie alle numerose risorse naturali e fabbriche), però la situazione scolastica non era sufficiente: c'erano 167 scuole elementari nella capitale ungherese tra cui si trovava in questo distretto solo 3 e la comunità non aveva un liceo. I ragazzi di questa circoscrizione dovevano frequentare i licei centrali che erano molto lontani.
Il primo liceo fu fondato nel 1907, quando uscì una classe dal Liceo Statale della VIII Circoscrizione. Il nuovo istituto prese il nome "Liceo Statale della 10ª Circoscrizione", però non aveva un proprio edificio, per questo il famoso architetto Ödön Lechner progettò una costruzione monumentale (in stile Art Nouveau) che fu finita nel 1915.
Il liceo porta il nome del re ungherese San Ladislao dal 1921 e dal 1924 si chiamava Liceo Scientifico San Ladislao di Budapest.
Nel 1938 cominciarono ad insegnare il francese, il tedesco e l'italiano (oltre il latino), ma la seconda guerra mondiale guastò la pace: prima, alcuni soldati tedeschi si trasferirono all'edificio e dopo, i sovietici crearono un'autocarrozzeria qui.
L'edificio soffrì tantissimi danni, però lo Stato ungherese diede un sostegno sufficiente per ricostruirlo. Dopo la guerra l'istruzione rese accessibile anche per le ragazze.

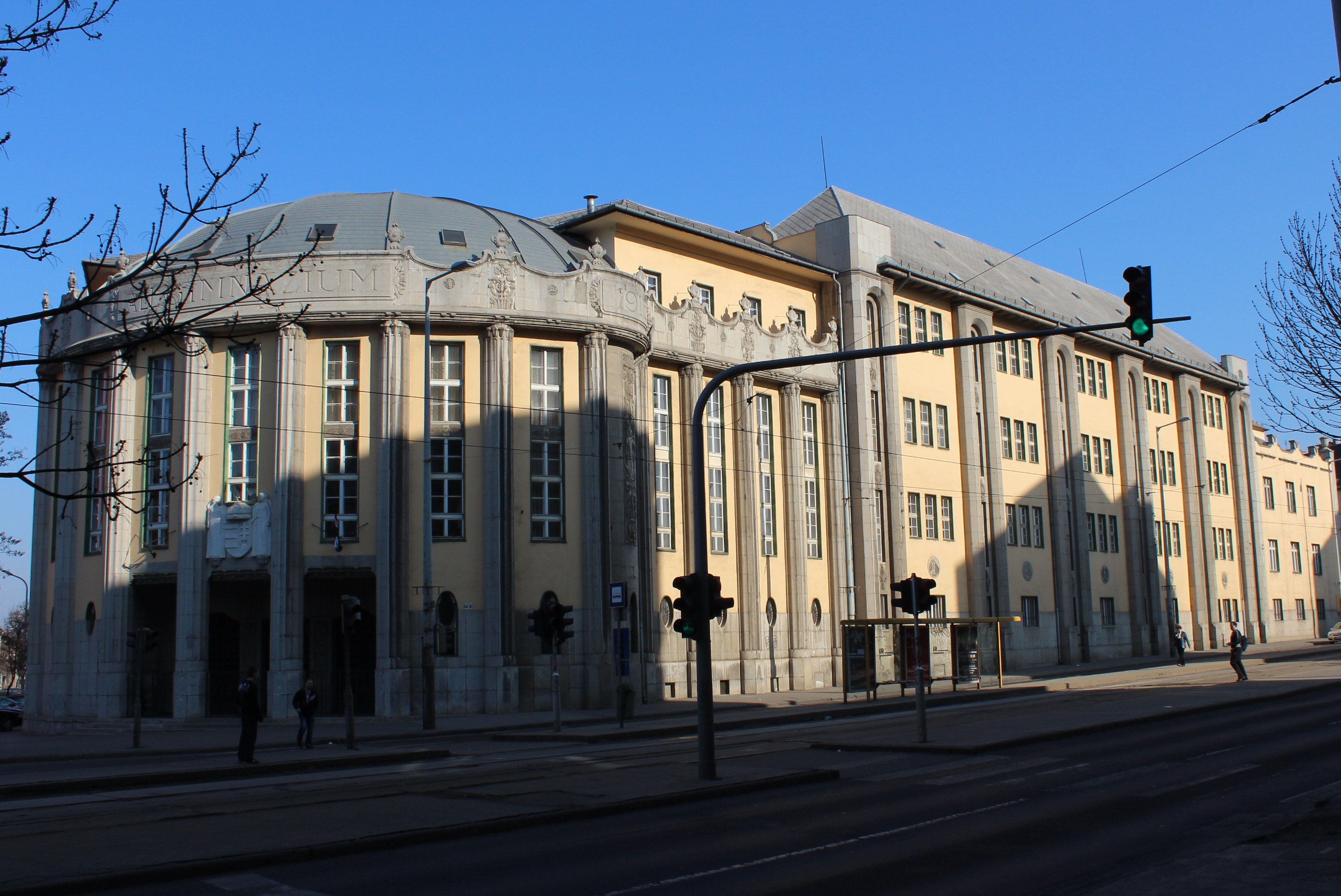
L'edificio monumentale del liceo

Dal 1946 l'istruzione del liceo dura quattro anni e furono create le specializzazioni (1958: russo, tedesco, inglese, francese; 1962: italiano, spagnolo; 1964: polacco; 1965: biologia-chimica; 1967: matematica-fisica).
Nel 1969 cominciò una grande ristrutturazione; questa fu la prima dopo la seconda guerra mondiale.
Nel 1978 l'istituto comprò un proprio campeggio a Balatonszepezd (si trova sulla riva del lago Balaton) e questo fu un atto unico durante il periodo socialista, perché tutto era statalizzato.
Nel 1987 il liceo partecipò ad una competizione per creare una sezione bilingue italo-ungherese, però l'istituto vincente fu il Liceo "Zoltán Kodály" a Pécs. Un anno dopo, nel 1988 crearono una sezione speciale italo-ungherese anche qui e nel 1995, grazie ai buoni risultati, la sezione diventò bilingue (e quinquennale), riconosciuto dallo Stato.
La seconda ristrutturazione fu tra il 1988 e 1995 con il sostegno del Comune di Kőbánya.
L'attuale preside è Péter Sárkány che dirige dal 1992.

## Istruzione

### Insegnamento di 5 anni
- Classe A
  - insegnamento bilingue italo-ungherese
- Classe E
  - insegnamento di scienze naturali
- Classe F
  - insegnamento di informatica
  - insegnamento di mass media

### Insegnamento di 4 anni
- Classe B
  - insegnamento specializzato di lingua inglese
  - insegnamento di matematica a livello superiore
- Classe D
  - insegnamento di disegno e cultura visiva
  - insegnamento di tedesco a livello superiore
  - insegnamento di inglese a livello superiore

## La sezione bilingue italo-ungherese
È nata nel 1986, fino al 1994 era della durata di quattro anni, poi dal 1995 il corso è diventato quinquennale. La sezione è bilingue, in quanto le materie di matematica, geografia e storia vengono insegnate sia in ungherese che in italiano, mentre la storia dell'arte e la civiltà italiana sono materie insegnate esclusivamente in italiano.
Il corso è strutturato in cinque anni: durante il primo anno lo studio della lingua italiana è predominante, ad esso vengono dedicate 12 ore settimanali. Le altre materie insegnate in italiano al primo anno storia dell'arte e geografia. Per quanto riguarda la storia e la matematica l'insegnamento in italiano comincia ad essere introdotto progressivamente.

Al secondo anno il numero delle lezioni in italiano viene ridotto a sette, in quanto comincia il normale corso di studi liceale. Lo studio della grammatica italiana nei suoi contenuti principali viene portato a termine per la fine del secondo anno. Lo studio delle materie in italiano prosegue secondo i vari programmi scolastici.

Dal terzo anno vengono introdotte ulteriori materie insegnate in lingua italiana, quali la civiltà e la storia mondiale. Lo studio della storia ungherese continua in lingua ungherese.

Nel quarto e quinto anno gli studi proseguono seguendo i programmi iniziati al terzo anno. Dal quarto anno gli studenti hanno la possibilità di frequentare lezioni facoltative per approfondire lo studio di al massimo due materie.
Alla fine del quinto anno gli studenti affrontano gli esami di maturità. Gli studenti devono superare gli esami bilingui in lingua italiana ed altre due materie studiate in italiano (la maturità si svolge su due livelli: il cosiddetto livello medio e quello superiore). Secondo gli accordi interministeriali l'esame di maturità bilingue è riconosciuto dallo Stato italiano.
Il successo della sezione è stato testimoniato dalle visitazioni di personaggi ufficiali italiani, come Aldo Moro (allora ministro degli esteri) nel 1970 e Oscar Luigi Scalfaro nel 1997.